# Elasto Mania
Elasto Mania es un videojuego de carreras desarrollado y publicado por Elasto Mania Team para Windows, Xbox One, Xbox Series X/S, PlayStation 4 y PlayStation 5. Explora la noción de motocicletas elásticas. El objetivo de cada nivel es tocar la flor. Algunos requieren que el jugador recolecte manzanas repartidas por todas partes antes de hacerlo. Existe una competencia en línea para tratar de terminar los niveles lo más rápido posible y establecer nuevos récords mundiales. A menudo se ha demostrado que las mejoras de tiempo dependen de encontrar nuevas formas de resolver los niveles. El avance también se basa en pulir estilos conocidos.

## Jugabilidad
El jugador controla a un motociclista y tiene que reiniciar el nivel si su cabeza o las ruedas de su bicicleta tocan una rueda puntiaguda giratoria, o si su cabeza toca una estructura sólida (como una pared). Todas las manzanas en un nivel deben recolectarse antes de que el jugador pueda tocar la flor y pasar al siguiente nivel. Solo la cabeza y las ruedas del conductor interactúan con el nivel, pudiendo su cuerpo superponerse a las paredes sin lesionarse.
El modelo físico, como la elasticidad del cuadro de la bicicleta, permite realizar una amplia gama de trucos. Estos van desde maniobras sutiles para aumentar la velocidad hasta efectos más dramáticos, como la explotación de un error reproducible en el modelo físico, lo que permite que la bicicleta sea impulsada a cierta distancia en el aire.

## Versiones
Elasto Mania fue creado por Balázs Rózsa como secuela del juego de 1997 titulado Action SuperCross. Las principales diferencias entre ambos juegos son el ligero cambio en la física y la adición de doce niveles internos. La versión de demostración contiene 18 niveles oficiales, mientras que la completa contiene 54. Además de estos niveles "internos" oficiales, se pueden encontrar en línea muchos niveles "externos" creados por fanáticos, en algunos casos reunidos en "paquetes de niveles".
El último parche oficial para Elasto Mania es v1.11a. El desarrollo de parches no oficiales ha dado lugar a la v1.3, que cuenta con multijugador en línea.
En agosto de 2014, se lanzó Elasto Mania 2 como aplicación oficial de iOS.
En 2017, Elasto Mania 2 se lanzó en Microsoft Windows.
En mayo de 2020, se lanzó una versión remasterizada del Elasto Mania original en la plataforma de juegos Steam. Más tarde ese año, Elasto Mania 2 y Action Supercross también se lanzaron en Steam, y también está disponible un Trilogy Pack con descuento de los tres juegos.
En 2022, Elasto Mania Remastered se lanzó en Nintendo Switch, PlayStation 4 y PlayStation 5, y Xbox One y Xbox Series X y Series S, así como a través de GOG.com.

## Contenido en línea
A principios de la década de 2000, los jugadores podían unirse al canal "#battle" IRC y competir por el tiempo de finalización más rápido en los niveles diseñados por los jugadores. Las repeticiones de tiempos de finalización rápidos se compartieron en el canal IRC con otros jugadores.
Desde 2006, se lanzó un parche de juego impulsado por la comunidad, que permite a los jugadores verse y competir en tiempo real. Se lanzó un sitio web junto con el desarrollo de versiones en línea del juego, que presenta estadísticas y la capacidad de navegar por los niveles en los que se ha luchado anteriormente, examinar su diseño, comentarlos, verificar sus clasificaciones de todos los tiempos, y descargar sus repeticiones asociadas.

## Recepción
T. Byrl Baker de Computer Gaming World llamó al modelo de física "brutalmente implacable".